# Camptoptera grandithoracala
Camptoptera grandithoracala is een vliesvleugelig insect uit de familie Mymaridae. De wetenschappelijke naam is voor het eerst geldig gepubliceerd in  door Guo & Wang.